# Морис Рејно
Морис Рејно (фр. Maurice Raynaud; Париз, 5. јул 1834 — Париз, 29. јун 1881) је био француски лекар, академик и професор на медицинском факултету, носилац звања официра Легије части, познат по медицинском синдрому који је он открио и по њему носи назив Рејноов феномен.

## Живот и дело
Морис Рејно је рођен 5. јул 1834. у породици интелектуалаца. Отац му је био универзитетски професор у Паризу, а ујак познати париски лекар, од кога је Морис наследио љубав према медицини. По завршетку основног образовања Морис Рејно је уписао студије медицине на Универзитету у Паризу, и уз свесрдну помоћ ујака, познатог париског лекара Анже Габријел Максим Вернуа (1809—1877) (фр. Ange-Gabriel-Maxime Vernois), 1862. стекао звање доктора медицине.
Морис Рејно 1871. стиче звање официра Легије части а 1879. је изабран за члана медицинске академије. Све до смрти успешно је држао предавања на Универзитету у Паризу, као и у болницама (фр. Hôtel Dieu, Laboisière, и Charité). 
Морис Рејно је одувек желео да буде шеф катедре за историју медицине у Паризу, али га је у томе спречила прерана смрт 29. јуна 1881, изазвана дужом срчаном болешћу, на врхунцу његовог рада и славе, и то непосредно пред Међународни конгрес медицине који је те године одржан у Лондону.
Морис Рејно не само да је био одличан професор и добар лекар, већ и добар писац и истраживач који је објавио већи број радова и рукописа. Једна од његових књига (фр. „Sur la salive d’un enfant mort de la rage“) настала је као резултат заједничких истраживања која је он објавио заједно са Луј Пастером (1822—1895) и Одилон Марк Ланелонгуом (1840—1911) (фр. Odilon Marc Lannelongue).
У медицинкој науци један од синдрома нарушене циркулације крви у артеријама прстију, који је Рејно први описао у својој доктрорској дисертацији 1862, носи по њему назив Рајноов феномен.
Прерано је умро 1881. године у 46. години живота од срчане болести од које је боловао последњих неколико година живота. Сахрањен је на париском гробљу Пер-Лашез (28. дивизија).